# Nosotros Somos Los Muertos
Nosotros Somos Los Muertos (també coneguda per les seves sigles, NSLM) va ser una revista de còmic alternatiu editada des de Palma per Francesc Capdevila (Max) i Pere Joan entre 1995 i 2007. En una època de crisi del còmic, es va caracteritzar per presentar alguns dels autors més renovadors del moment.

## Trajectòria editorial
L'any 1993, ja bastant allunyat de la indústria, quan Max es va autopublicar en forma de fanzine la historieta Nosotros somos los muertos, un dur relat sobre la guerra en els Balcans, que va vendre ell mateix al Saló Internacional del Còmic de Barcelona.
L'any 1995, Max i Pere Joan llancen una revista periòdica amb el mateix títol, la qual aguantaria, amb el suport de Camaleón Ediciones, fins a finals de 1999, en què van publicar el nombre doble #6/7. En aquesta primera etapa, van presentar obres d'autors nacionals com Federico del Barrio, María Colino, Alex Fito, Manel Fontdevila, Miguel Ángel Gallardo, Micharmut, Albert Monteys, Javier Olivares, Alfonso Tamayo, Sento o Santiago Sequeiros, i estrangers, com David B., Julie Doucet, Lorenzo Mattotti, David Mazzucchelli, Lewis Trondheim o Chris Ware.
A finals de 2003, van reprendre l'edició de la revista, en un format major i amb una periodicitat semestral (els números 8 i 9 van sortir al novembre i maig) i a través el segell Inrevés.
A partir del número 12 i fins a la seva cancel·lació amb el número 15 comptaria amb el suport econòmic de Ediciones Sinsentido. En aquesta etapa van publicar historietes cada vegada més experimentals i avantguardistes d'autors nacionals com Darío Adanti, José Luis Ágreda, Paco Alcázar, Miguel Brieva, Santiago García o Keko, i estrangers com Art Spiegelman o Dave Cooper, a més dels esmentats anteriorment.

## El nom
Nosotros somos los muertos, el títol del fanzine i nom de capçalera de la revista fa referència a una frase de la novel·la 1984 de George Orwell. Amb aquesta frase (We are the dead en l'original) els opositors al règim del Gran Germà fan referència al fet que és el lumpenproletariat i no el proletariat alienat, el que es manté viu i en el qual hi ha esperança: Nosaltres som els morts, el futur és d'ells. Els personatges de la novel·la, Winstor i Júlia, també diuen aquesta frase just abans de ser capturats. La frase apareixia també en una cançó de l'àlbum Diamond Dogs de 1974 de David Bowie que Max també podria haver pres com a referència.

## Premis
- 2005 Premi Punt Vermell de l'Associació d'Artistes Visuals de Balears;
- 2006 Premi Diario de Avisos a la millor revista de l'any passat.